# Widogoszcz
Widogoszcz (ros. Видогощь) – wieś (dieriewnia) w Rosji, w obwodzie nowogrodzkim, w rejonie nowogrodzkim. W 2010 liczyła 88 mieszkańców.